# Doménový hack
Doménový hack (anglicky domain hack; významem zhruba „trik s doménou“) je nekonvenčně vytvořené jméno internetové domény využívající generickou nebo národní doménu nejvyššího řádu tak, aby celé doménové jméno bylo možno vyslovit jako slovo. Příkladem může být doména del.icio.us, která využívá .us, národní doménu nejvyššího řádu pro Spojené státy americké, přičemž vyslovení doménového jména dává slovo delicious (anglicky výtečný, výborný). Další známý hack je cr.yp.to, portál zabývající se kryptografií.
Doménové hacky se často využívají v anglicky mluvících zemích, ale využití podobných slovních hříček není na angličtinu omezeno. V němčině může být příkladem autom.at, schokola.de nebo fals.ch.
Doménových hacků využívají často zkracovače URL – například zkracovač odkazů od Google goo.gl, soukromý zkracovač odkazů společnosti Blizzard Entertainment blizz.ly, zkracovač odkazů Youtubu youtu.be nebo zkracovač odkazů Redditu redd.it.
V češtině se jedná například o server Ulož.to.
Doménové hack však oslabuje úroveň rozlišovacích vlastností národní domény nejvyššího řádu. Při takovém postupu pak není možné z pouhého znění doménového jména spolehlivě usuzovat na příslušnou zemi původu adresy.